# Jonathan dos Santos
Jonathan dos Santos Ramírez (Cidade do México, 26 de abril de 1990) é um futebolista mexicano que atua como meia. Atualmente defende o América.

## Vida pessoal
É filho de pai brasileiro, o ex-futebolista Geraldo Francisco dos Santos e mãe mexicana, e irmão dos também futebolistas Giovani dos Santos e Éder dos Santos.

## Títulos
Barcelona
- Copa do Mundo de Clubes da FIFA: 2009, 2011
- Campeonato Espanhol: 2009–10, 2010–11, 2012–13
- Supercopa da Espanha: 2010, 2011, 2013
- Liga dos Campeões da UEFA: 2010–11
- Supercopa da UEFA: 2011
- Copa do Rei: 2011–12

América
- Liga MX: Apertura 2023,[2] Clausura 2024,[3] Apertura 2024[4]
- Campeón de Campeones: 2024
- Supercopa de la Liga MX: 2024
- Campeones Cup: 2024

México
- Copa Ouro da CONCACAF: 2015, 2019
- Copa CONCACAF: 2015